# النهضة البرتغالية

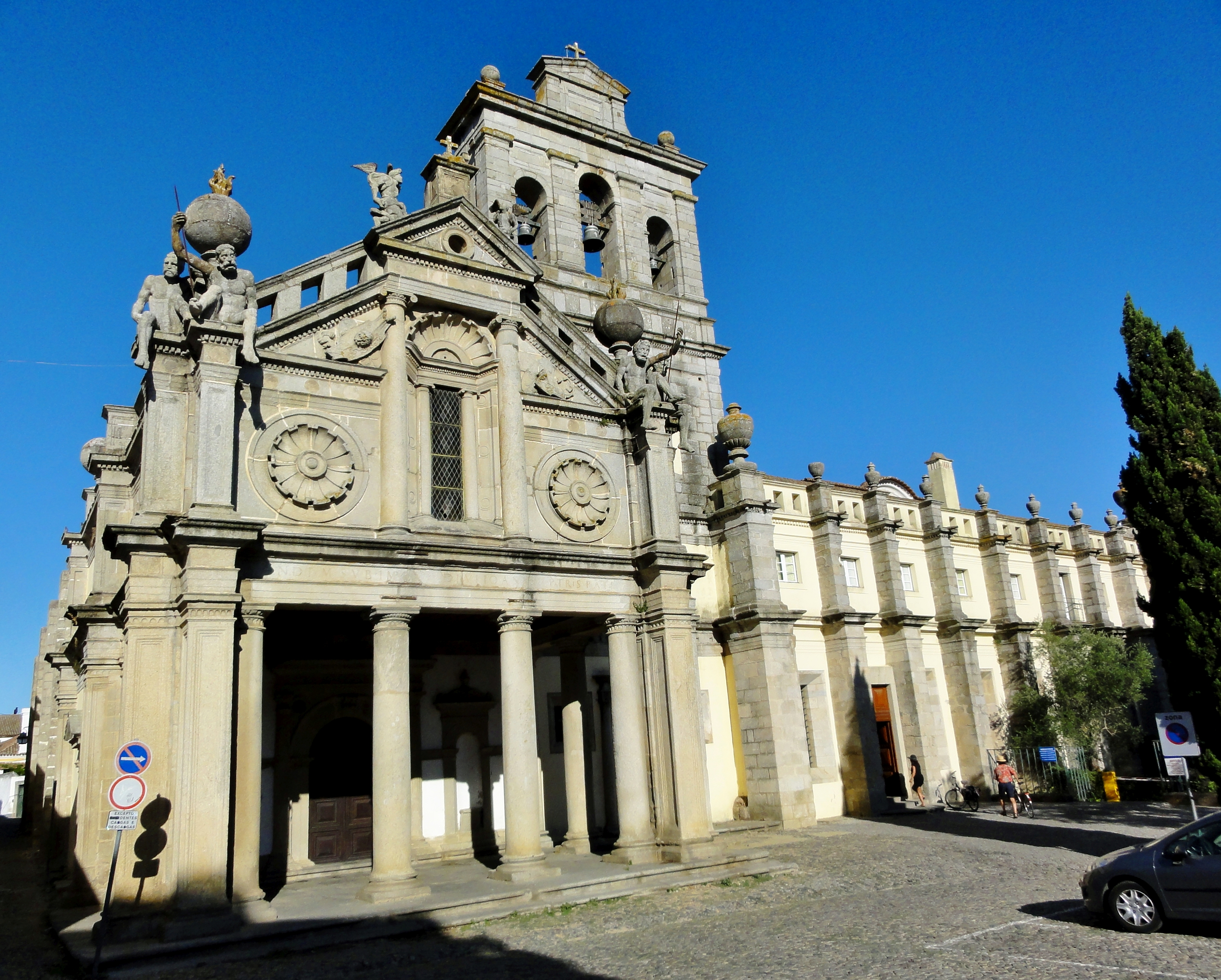
كنيسة نوسا سينهورا دي غراسا، لميغيل دي أرودا

يشير مصطلح النهضة البرتغالية إلى الحركة الثقافية والفنية التي ظهرت في البلاد في الفترة ما بين القرنين الخامس عشر والسادس عشر. كانت النهضة البرتغالية -بالرغم من تزامنها مع النهضتين الإسبانية والإيطالية- منفصلة بشكل كبير عن النهضات الأوروبية الأخرى، إذ كانت حجر الأساس في انفتاح القارة الأوروبية على المجهول، وفي جذب رؤى أكثر علمانية إلى النهضات الأوروبية. أتت النهضة البرتغالية في وقت طالت فيه آثار الإمبراطورية البرتغالية العالمَ بأكمله.
ازدهرت البرتغال في الفترة بين القرن الخامس عشر والسابع عشر كبلدٍ رائد في عصر الاستكشافات، فقد قام البرتغاليون برحلات إلى الهند وبلدان المشرق والأمريكتين والقارة الأفريقية. نتجت عن هذه الشبكة التجارية الهائلة طبقة من النبلاء والملوك البرتغاليين كان من شأنها أن ترعى الازدهار منقطع النظير في الثقافة والفنون والتكنولوجيا في البرتغال وفي كل أنحاء العالم على حدٍ سواء.

## مقدمة
انتقل -في فترة نهضة البرتغال- الدبلوماسيون والتجار والطلاب والمفكرون الإنسانيون والعلماء والفنانون من جميع أنحاء أوروبا إلى البرتغال. لعبت التجارة البحرية في عصر الاستكشاف دورًا حاسمًا في تطور النهضة البرتغالية. كثفت العمليات التجارية من الاتصالات البرتغالية مع أهم المراكز التي لعبت دورًا هامًا في حركة النهضة الإيطالية، ما سمح للطبقة البرجوازية الجديدة القائمة على الأعمال التجارية بالازدهار وتجميع ثروات كبيرة زائدة عن حاجتها، وسمح لها في نهاية المطاف برعاية عصر النهضة البرتغالية، بشكلٍ مشابه تقريبًا لما حصل في النهضات الأوروبية الأخرى.
أدى اكتشاف البرتغاليين لأراضٍ جديدة وتواصلهم مع حضاراتٍ أخرى إلى خلق مزيج ثقافي انعكس على فنون وآداب عصر النهضة البرتغالية. أدى اتصال البرتغال مع حضارات القارة الأفريقية والمشرق إلى استيراد العديد من المنتجات كالسيراميك والمنسوجات والأثاث المنزلي والأخشاب الثمينة والعاج والحرير، الأمر الذي أدى بدوره إلى ظهور أشكال فنية جديدة في البلاد أسفرت عن عمليات تبادل للثقافات بين القارتين الأوروبية والأفريقية عن طريق البرتغال. كان لعمليات تبادل المواد مع الأراضي المكتشفة حديثًا دور هام في تمويل النهضة البرتغالية، وذلك من خلال خلق طبقة فاحشة الثراء من النبلاء والتجار البرتغاليين.
أدّى تواصل البرتغال -من خلال الإمبراطورية البرتغالية الشاسعة- مع شعوب العالم المختلفة وإقامة العلاقات التجارية وتبادل الثقافة وبناء وتطوير علاقات اجتماعية جديدة مع عالم جديد بالكامل من اليابان إلى البرازيل ومن جزر الأزور إلى غوا الهندية، بالبلاد إلى الوصول لعصر النهضة.
سمحت القدرة الفريدة للبرتغاليين على التعامل مع الشعوب الأخرى واستعمارها بتمويل نهضة مزدهرة خاصة بهم من الفنون والعلوم الطبيعية وعلوم الإنسان والدين، ليس فقط في المنطقة التي تُعرف اليوم باسم البرتغال، وإنما على امتداد الإمبراطورية البرتغالية، ويرجع ذلك إلى الروابط الخاصة التي تجمع الإمبراطورية البرتغالية بالبرتغال.

## الفنون
كانت الفنون في عصر النهضة البرتغالية مسألة نزاع تاريخي، فبالرغم من ازدهار الفنون في تلك الفترة، لم يتبع البرتغاليون المعايير الجمالية الكلاسيكية التي بنى عليها الإيطاليون عصر النهضة، ولهذا السبب، كانت فنون النهضة البرتغالية فريدة من نوعها ومختلفة عن فنون النهضات الأوروبية الأخرى. كانت فنون النهضة البرتغالية مزيجًا من نمط عمارة العصر القوطي المتأخر مع ابتكارات القرن الخامس عشر مع النمط الوطني البرتغالي. بدأ الاندماج مع النموذج الإيطالي لفنون النهضة حوالي عام 1540 وذلك عندما بدأ فنانو عصر النهضة البرتغالية بالابتعاد عن معاييرهم الوطنية وتعديل أسلوبهم في الفن المعماري ليتكيف مع النموذج الإيطالي والإسباني الكلاسيكي، مع استمرارهم في الحفاظ على الطبيعة البرتغالية في أعمالهم.

### الفن المعماري
لم يكن فن عمارة النهضة البرتغالية استثناءً، فلم يتبع -مثله مثل العديد من أنواع الفنون الأخرى- في معظم فترات عصر النهضة (وخصوصًا في بداياتها)، مساراتِ فن العمارة التي أنتهجتها النهضات الأوروبية الأخرى والتي ركزت بشكل كبير على حنكة وبساطة اليونانيين والرومان القدماء. كانت الهندسة المعمارية في الجزء الأكبر من عصر النهضة البرتغالية استمرارًا للأسلوب القوطي وتطويرًا له.
مولت أرباح تجارة التوابل في عهد كل من جواو الثاني ومانويل الأول وجواو الثالث المظاهر الباذخة والمهيمنة على فن العمارة في عصر النهضة البرتغالية (الطراز الذي يطلق عليه اسم "الطراز المانويلي"). كان الطراز المانويلي معقّدًا ومتشابكًا إلى حدّ بعيد، حمل آثارًا قوطية وانعاكساتٍ كلاسيكية بسيطة. تفردت البرتغال بهذا الطراز المعماري عن غيرها من البلدان.
يعتبر دير يسوع المسيح في سيتوبال أول المباني المصممة على الطراز المانويلي، إذ وضع تصاميمه المهندس المعماري ديوغو دي بويتاكا، الذي يعتبر أحد مؤسسي الطراز المانويلي وخبرائه. يوحي صحن كنيسة الدير -المدعّم بأعمدة حلزونية- بمحاولة توحيد الكنيسة والموازنة بين مذاهبها، يعدّ تصميم كنيسة دير جيرونيموس -الذي وضعه المهندس المعماري جواو دي كاستيلهو، والتي تم بناؤه في عام 1520- ذروة الطراز المانويلي. يعدّ برج بيليم الذي صممه المهندس المعماري فرانسيسكو دي أرودا، بالإضافة إلى نافذة أحد الأبنية الملحقة بدير راهبات المسيح في مدينة تومار البرتغالية بعضًا من أشهر الأمثلة على عمارة النهضة البرتغالية بشكلٍ عام، وعلى الطراز المانويلي في العمارة بشكل خاص.